# Équipe de Turquie féminine de hockey sur glace
Cet article traite de l'équipe féminine. Pour l'équipe masculine, voir Équipe de Turquie de hockey sur glace.
L'équipe de Turquie féminine de hockey sur glace est la sélection nationale de Turquie regroupant les meilleures joueuses turques de hockey sur glace féminin lors des compétitions internationales. Elle est sous la tutelle de la Türkiye Buz Hokeyi Federasyonu. La Turquie est classée 28e sur 42 équipes au classement IIHF 2021 .

## Résultats

### Jeux olympiques
L'équipe féminine de Turquie n'a jamais participé aux Jeux olympiques.
- 1998-2014 — Ne participe pas
- 2018 — Non qualifié
- 2022 — Non qualifié

### Championnats du monde
La Turquie participe pour la première fois au championnat du monde féminin en 2007, finissant à la sixième et dernière place de la Division IV. Les joueuses turques réalisent la même performance l'année suivante. Après l'annulation des divisions III, IV et V en 2009, elle repartent de division V en 2011 où elle finissent quatrième, trente-sixième toutes divisions confondues.
- 1990-2005 — Ne participe pas
- 2007 — Trente-troisième (6e de Division IV)
- 2008 — Trente-troisième (6e de Division IV)
- 2009 — Division IV annulée[3]
- 2011 — Trente-quatrième (4e de Division V)
- 2012 — Ne participe pas
- 2013 — Trente-troisième (1er de Qualification pour la Division IIB)
- 2014 — Trente-deuxième (6e de Division IIB)
- 2015 — Trente-troisième (1er de Qualification pour la Division IIB)
- 2016 — Trente-deuxième (6e de Division IIB)
- 2016 — Trente-et-unième (5e de Division IIB)
- 2017 — Trente-et-unième (5e de Division IIB)
- 2018 — Trente-deuxième (5e de Division IIB)[4]
- 2019 — Trente-deuxième (4e de Division IIB)
- 2020 — Trente-deuxième (4e de Division IIB)
- 2021 — Pas de compétition en raison de pandémie de coronavirus [5].

Note :  Promue ;  Reléguée

### Classement mondial
| Année     | Rang       | Points     | Progression |
| --------- | ---------- | ---------- | ----------- |
| 2003-2006 | Non classé | Non classé | Non classé  |
| 2007      | 33         | 480        | -           |
| 2008      | 33         | 840        | ±0          |
| 2009      | 33         | 600        | ±0          |
| 2010      | 34         | 360        | -1          |
| 2011      | 33         | 560        | +1          |
| 2012      | 35         | 330        | -2          |
| 2013      | 34         | 700        | +1          |

| Année      | Rang | Points | Progression |
| ---------- | ---- | ------ | ----------- |
| Fév. 2014  | 33   | 470    | +1          |
| Avril 2014 | 33   | 970    | ±0          |
| 2015       | 33   | 1 095  | ±0          |
| 2016       | 31   | 1 230  | +1          |
| 2017       | 31   | 1 260  | ±0          |
| Fév. 2018  | 27   | 1 860  | +4          |
| Avril 2018 | 27   | 1 880  | ±0          |
| 2019       | 27   | 1 725  | ±0          |
| 2020       | 27   | 1 565  | ±0          |
| 2021       | 28   | 1 485  | -1          |

## Équipe moins de 18 ans

### Championnat du monde moins de 18 ans
- 2008-2017 — Ne participe pas
- 2018 — 5e de la Qualification pour la Division IB
- 2019 — 6e de la Qualification pour la Division IB
- 2020 — 2e de la Division IIA
- 2021 — Pas de compétition en raison de la pandémie de coronavirus